# Рева Гадсон
Рева Гадсон (англ. Rewa Hudson; нар. 15 вересня 1980) — колишня новозеландська тенісистка.
Найвищу одиночну позицію світового рейтингу — 318 місце досягла 16 лютого 1998, парну — 293 місце — 7 грудня 1998 року.
Здобула 7 парних титулів туру ITF.
Завершила кар'єру 2001 року.

## Юніорські фінали турнірів Великого шолома

### Парний розряд: 1 (0–1)
| Результат | Рік  | Турнір                                 | Покриття | Партнерка    | Суперниці                    | Рахунок       |
| --------- | ---- | -------------------------------------- | -------- | ------------ | ---------------------------- | ------------- |
| Поразка   | 1998 | Відкритий чемпіонат Австралії з тенісу | Тверде   | Ліенн Бейкер | Еві Домінікович Алісія Молік | 3–6, 6–3, 2–6 |

## Фінали ITF (7–3)

### Одиночний розряд (0–2)
| Легенда          |
| ---------------- |
| турніри $100,000 |
| турніри $75,000  |
| турніри $50,000  |
| турніри $25,000  |
| турніри $10,000  |

| Фінали за покриттям |
| ------------------- |
| Тверде (0–1)        |
| Ґрунт (0–1)         |
| Трава (0–0)         |
| Килим (0–0)         |

| Результат | Дата          | Категорія | Турнір                    | Покриття | Суперниця      | Рахунок  |
| --------- | ------------- | --------- | ------------------------- | -------- | -------------- | -------- |
| Поразка   | 8 лютого 1998 | $10,000   | Веллінгтон, Нова Зеландія | Тверде   | Вінне Пракуся  | 5–7, 2–6 |
| Поразка   | 5 липня 1999  | $10,000   | Амерсфорт, Нідерланди     | Ґрунт    | Катарина Мишич | 5–7, 3–6 |

### Парний розряд (7–1)
| Легенда          |
| ---------------- |
| турніри $100,000 |
| турніри $75,000  |
| турніри $50,000  |
| турніри $25,000  |
| турніри $10,000  |

| Фінали за покриттям |
| ------------------- |
| Тверде (1–0)        |
| Ґрунт (5–1)         |
| Трава (0–0)         |
| Килим (1–0)         |

| Результат | Дата            | Категорія | Турнір                    | Покриття | Партнерка        | Суперниці                            | Рахунок            |
| --------- | --------------- | --------- | ------------------------- | -------- | ---------------- | ------------------------------------ | ------------------ |
| Перемога  | 6 лютого 1999   | $10,000   | Веллінгтон, Нова Зеландія | Тверде   | Ліенн Бейкер     | Гейл Біггс Шеллі Стефенс             | 6–1, 6–1           |
| Перемога  | 25 квітня 1999  | $10,000   | Хвар, Хорватія            | Ґрунт    | Шеллі Стефенс    | Валерія Бондаренко Альона Бондаренко | 6–2, 4–6, 6–3      |
| Перемога  | 26 вересня 1999 | $10,000   | Горб-ам-Неккар, Німеччина | Ґрунт    | Мара Сантанджело | Ева Фіслова Андреа Шебова            | 6–2, 6–2           |
| Поразка   | 16 серпня 1999  | $10,000   | Коксейде, Бельгія         | Ґрунт    | Шеллі Стефенс    | Лі Тін Лі На                         | 3–6, 2–6           |
| Перемога  | 30 серпня 1999  | $10,000   | Бад-Заульгау, Німеччина   | Ґрунт    | Шеллі Стефенс    | Кароліне Раба Юлія Шруфф             | 6–7(7–9), 6–3, 6–0 |
| Перемога  | 27 березня 2000 | $10,000   | Каламата, Греція          | Килим    | Шеллі Стефенс    | Адр'яна Бурз Лана Михолчек           | 6–1, 6–0           |
| Перемога  | 5 червня 2000   | $10,000   | Вадуц, Ліхтенштейн        | Ґрунт    | Шеллі Стефенс    | Зузана Гейдова Яна Мацурова          | 6–2, 2–6, 6–2      |
| Перемога  | 30 серпня 1999  | $10,000   | Бад-Заульгау, Німеччина   | Ґрунт    | Ліз Фінлейсон    | Зузана Гейдова Петра Новотнікова     | 6–0, 6–4           |

## Участь у Кубку Федерації

### Одиночний розряд
| Розіграш                                        | Стадія | Дата            | Місце                            | Супротивник       | Покриття | Суперниця                           | W/L | Рахунок             |
| ----------------------------------------------- | ------ | --------------- | -------------------------------- | ----------------- | -------- | ----------------------------------- | --- | ------------------- |
| Кубок Федерації 1997 зона Азії/Океанії, група I | R/R    | 11 березня 1997 | Веллінгтон, Нова Зеландія        | Індонезія         | Тверде   | Вінне Пракуся                       | L   | 1–6, 7–6(11–9), 4–6 |
| Кубок Федерації 1997 зона Азії/Океанії, група I | R/R    | 12 березня 1997 | Веллінгтон, Нова Зеландія        | Китайський Тайбей | Тверде   | Вен Цзитін                          | L   | 6–7(4–7), 6–1, 3–6  |
| Кубок Федерації 1997 зона Азії/Океанії, група I | R/R    | 13 березня 1997 | Веллінгтон, Нова Зеландія        | Індія             | Тверде   | Узма Хан                            | L   | 2–6, 3–6            |
| Кубок Федерації 1997 зона Азії/Океанії, група I | P/O    | 14 березня 1997 | Веллінгтон, Нова Зеландія        | Казахстан         | Тверде   | Тетяна Бабіна                       | W   | 6–2, 6–3            |
| Кубок Федерації 1998 зона Азії/Океанії, група I | R/R    | 16 лютого 1998  | Самутпракан (провінція), Таїланд | Таїланд           | Тверде   | Тамарін Танасугарн                  | L   | 3–6, 1–6            |
| Кубок Федерації 1998 зона Азії/Океанії, група I | R/R    | 18 лютого 1998  | Самутпракан (провінція), Таїланд | Філіппіни]        | Тверде   | Мерісью Джакутін                    | W   | 6–3, 6–2            |
| Кубок Федерації 1998 зона Азії/Океанії, група I | P/O    | 20 лютого 1998  | Самутпракан (провінція), Таїланд | Китайський Тайбей | Тверде   | Ван Си-тін                          | L   | 1–6, 4–6            |
| Кубок Федерації 1998 зона Азії/Океанії, група I | P/O    | 20 лютого 1998  | Самутпракан (провінція), Таїланд | Південна Корея    | Тверде   | Пак Сон Хі                          | L   | 2–6, 5–7            |
| Кубок Федерації 1999 зона Азії/Океанії, група I | R/R    | 24 лютого 1999  | Самутпракан (провінція), Таїланд | Pacific Oceania   | Тверде   | Pacific Oceania Paiao-Asinata Short | W   | 6–1, 6–2            |
| Кубок Федерації 1999 зона Азії/Океанії, група I | R/R    | 25 лютого 1999  | Самутпракан (провінція), Таїланд | Китай             | Тверде   | Лінь Я-Мін                          | L   | 6–0, 2–6, 3–6       |
| Кубок Федерації 2000 зона Азії/Океанії, група I | R/R    | 25 квітня 2000  | Осака, Японія                    | Індонезія         | Тверде   | Яюк Басукі                          | L   | 0–6, 1–6            |

### Парний розряд
| Розіграш                                        | Стадія | Дата            | Місце                            | Супротивник       | Покриття | Партнерка     | Суперниці                             | W/L | Рахунок            |
| ----------------------------------------------- | ------ | --------------- | -------------------------------- | ----------------- | -------- | ------------- | ------------------------------------- | --- | ------------------ |
| Кубок Федерації 1997 зона Азії/Океанії, група I | P/O    | 15 березня 1997 | Веллінгтон, Нова Зеландія        | Таїланд           | Тверде   | Ліенн Бейкер  | Busrin Boontemleaw Форатай Суксамран  | W   | 6–1, 6–1           |
| Кубок Федерації 1998 зона Азії/Океанії, група I | R/R    | 16 лютого 1998  | Самутпракан (провінція), Таїланд | Таїланд           | Тверде   | Ліенн Бейкер  | Бенджамас Сангарам Тамарін Танасугарн | W   | 6–7(4–7), 6–4, 6–1 |
| Кубок Федерації 1998 зона Азії/Океанії, група I | P/O    | 20 лютого 1998  | Самутпракан (провінція), Таїланд | Китайський Тайбей | Тверде   | Ліенн Бейкер  | Джанет Лі Ван Си-тін                  | W   | 6–4, 6–4           |
| Кубок Федерації 1999 зона Азії/Океанії, група I | R/R    | 22 лютого 1999  | Самутпракан (провінція), Таїланд | Південна Корея    | Тверде   | Ліенн Бейкер  | Чхой Йон Ча Пак Сон Хі                | L   | 3–6, 4–6           |
| Кубок Федерації 1999 зона Азії/Океанії, група I | R/R    | 24 лютого 1999  | Самутпракан (провінція), Таїланд | Pacific Oceania   | Тверде   | Нікі Тіппінс  | Davilyn Godinet Simone Wichman        | W   | 6–1, 6–0           |
| Кубок Федерації 2000 зона Азії/Океанії, група I | R/R    | 25 квітня 2000  | Осака, Японія                    | Індонезія         | Тверде   | Шеллі Стефенс | Яюк Басукі Вінне Пракуся              | L   | 4–6, 2–6           |
| Кубок Федерації 2000 зона Азії/Океанії, група I | R/R    | 27 квітня 2000  | Осака, Японія                    | Сінгапур          | Тверде   | Шеллі Стефенс | Tina Jacob Leow Yik-Hui               | W   | 6–0, 6–0           |

## Фінали ITF серед юніорів

### Одиночний розряд (2/1)
| Легенда           |
| ----------------- |
| Junior Grand Slam |
| Категорія GA      |
| Категорія G1      |
| Категорія G2      |
| Категорія G3      |
| Категорія G4      |
| Категорія G5      |

| Результат | Ранг | Дата              | Турнір                                       | Місце                  | Покриття | Суперниця    | Рахунок  |
| --------- | ---- | ----------------- | -------------------------------------------- | ---------------------- | -------- | ------------ | -------- |
| Перемога  | 1.   | 18 листопада 1996 | Malaysian International Junior Championships | Куала-Лумпур, Малайзія | Тверде   | Ліенн Бейкер | 6–4, 6–0 |
| Перемога  | 2.   | 26 жовтня 1997    | Таїланд Open Junior Championships            | Bang Phli, Таїланд     | Тверде   | Ліенн Бейкер | 6–4, 6–2 |
| Поразка   | 1.   | 14 січня 1998     | Victorian Junior Championships               | Траралґон, Австралія   | Тверде   | Єлена Докич  | 3–6, 3–6 |

### Парний розряд (5/5)
| Легенда           |
| ----------------- |
| Junior Grand Slam |
| Категорія GA      |
| Категорія G1      |
| Категорія G2      |
| Категорія G3      |
| Категорія G4      |
| Категорія G5      |

| Результат | Ранг | Дата              | Турнір                                             | Місце                      | Покриття | Партнерка    | Суперниці                                 | Рахунок       |
| --------- | ---- | ----------------- | -------------------------------------------------- | -------------------------- | -------- | ------------ | ----------------------------------------- | ------------- |
| Перемога  | 1.   | 18 листопада 1996 | Malaysian International Junior Championships       | Куала-Лумпур, Малайзія     | Тверде   | Ліенн Бейкер | Каорі Аояма Сатомі Кіндзьо                | 6–2, 6–1      |
| Поразка   | 1.   | 5 липня 1997      | 41st Orangina Van Keeken Турнір                    | Castricum, Нідерланди      | Ґрунт    | Ліенн Бейкер | Станіслава Грозенська Вероніка Коксова    | 1–6, 1–6      |
| Поразка   | 2.   | 27 липня 1997     | Ex Pilsner Urguell Plzen                           | Пльзень, Чехія             | Ґрунт    | Ліенн Бейкер | Тіна Герголд Марі-Ев Пеллетьє             | 6–4, 3–6, 0–6 |
| Поразка   | 3.   | 12 жовтня 1997    | Гонконг Open Junior Championships                  | Гонконг                    | Тверде   | Ліенн Бейкер | Діана Лаксоно Тонґ Ка-по                  | 6–4, 3–6, 0–6 |
| Перемога  | 2.   | 19 жовтня 1997    | World Super Junior Championships                   | Токіо, Японія              | Тверде   | Ліенн Бейкер | Хісамацу Сіхо Ремі Тедзука                | 7–5, 4–6, 6–2 |
| Перемога  | 3.   | 26 жовтня 1997    | Таїланд Open Junior Championships                  | Bang Phli, Таїланд         | Тверде   | Ліенн Бейкер | Сучанун Віратпрасерт Ораван Вонгкамаласай | 6–3, 6–3      |
| Перемога  | 4.   | 14 січня 1998     | Victorian Junior Championships                     | Траралґон, Австралія       | Тверде   | Ліенн Бейкер | Мелані-Енн Клейтон Ніколь Сьюелл          | 6–1, 2–6, 6–4 |
| Перемога  | 5.   | 24 січня 1998     | Australian Hardcourt Junior Championships          | Мельбурн, Австралія        | Тверде   | Ліенн Бейкер | Єлена Костанич-Тошич Катарина Среботнік   | 6–4, 0–6, 6–2 |
| Поразка   | 4.   | 1 лютого 1998     | Відкритий чемпіонат Австралії Junior Championships | Мельбурн, Австралія        | Тверде   | Ліенн Бейкер | Еві Домінікович Алісія Молік              | 3–6, 6–3, 2–6 |
| Поразка   | 5.   | 6 вересня 1998    | Les Internationaux Junior Videotron Du Канада      | Квебек (провінція), Канада | Тверде   | Ліенн Бейкер | Кім Клейстерс Ева Дірберг                 | 6–7, 6–4, 2–6 |